# Stadtbefestigung in Kempten (Allgäu)
Die Stadtbefestigung von Kempten ist der mittelalterliche und frühneuzeitliche Mauerring um die Reichsstadt Kempten. Die Stadtmauer wurde nach der Verlegung der Iller gegen Ende des 13. Jahrhunderts begonnen und im ersten Viertel des 14. Jahrhunderts weitgehend fertiggestellt.
Im 15. Jahrhundert wurden die beiden Vorstädte in die Ummauerung einbezogen: Die Brennergassenvorstadt links der Iller und die Illervorstadt rechts der Iller.
Die Stadtmauer hatte insgesamt neun Tortürme, zwei Durchlässe und weitere Türme ohne Maueröffnung.
Das Territorium der Reichsstadt außerhalb der Stadtmauer war flächenmäßig relativ klein. Es war mit Friedsäulen eingefasst. Im umgebenden Stiftsgebiet besaßen reichsstädtische Bürger sogenannte Bürgerrechtsgüter, auf denen sie zum Teil Schlösschen errichten ließen, zum Beispiel das Rotschlößle, das Haubenschloß oder das Weidachschlößle.

## Geschichte

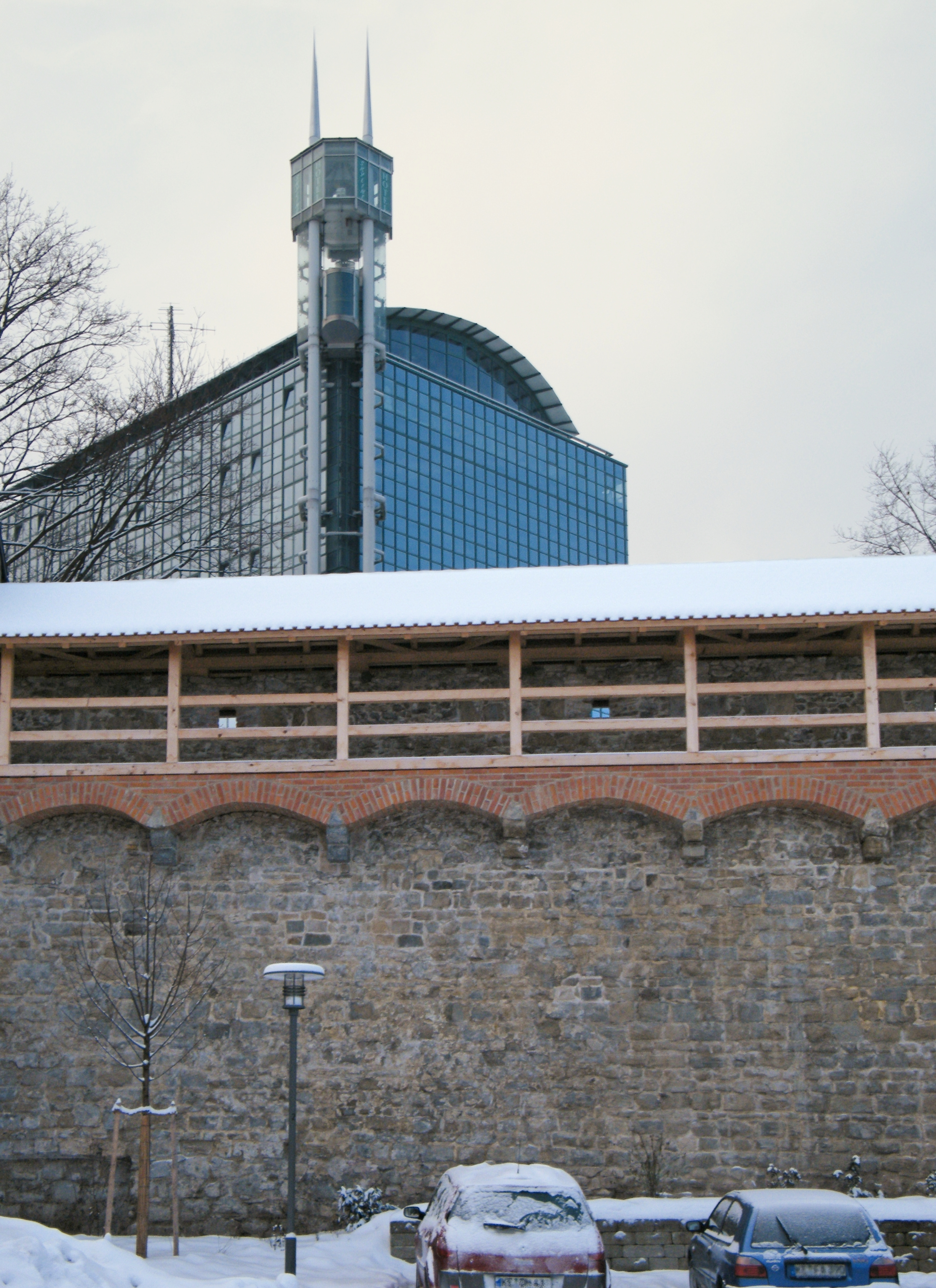
Stadtmauer mit Wehrgang am ehemaligen Fischertor

Die hochmittelalterliche frühstädtische Siedlung Kempten war zur Verlegung des Flusses durch die Iller vom Kloster, dessen Abt der Stadtherr war, abgetrennt. Mit der Aufgabe des alten Flussverlaufs gewann man zusätzliche Siedlungsfläche und schloss die Stadt räumlich an das Kloster an. Erst diese technische Meisterleistung schuf die Voraussetzungen für den Bau eines umlaufenden Mauerrings.
Als Baumaterial für die Mauer, die Türme und Tore dienten Sandsteinquader aus den Steinbrüchen entlang der Iller und der Gesteinsrippe, die von West nach Ost durch das Kemptener Stadtgebiet zieht und an der Burghalde sowie in Lenzfried zutage tritt.
Ein Wehrgang mit Zinnen und Schießscharten bildete den oberen Abschluss der Stadtmauer. In einigen Abschnitten wurde die Mauer später erhöht, was an den Konturen der alten Zinnen noch zu erkennen ist. Die Schießschartenformen wurden laufend der Waffenentwicklung angepasst.
Von der ehemals vorgelagerten Zwingermauer blieb nur noch ein Teilstück entlang der Beethovenstraße (östlich Parktheater) erhalten. Der Stadtgraben vor der Mauer ist nirgends mehr vorhanden.
Die Burghalde über der Stadt war nicht von Anfang an in die Stadtbefestigung einbezogen. Die Burg des Stadtherren, des Fürstabtes von Kempten, wurde als Ruine 1379 an die Reichsstadt verkauft, aber erst 1488 neu befestigt und in die Stadtumwehrung integriert. Vorher lag sie außerhalb der Mauer durch den Stadtgraben von der Reichsstadt abgetrennt.
Im 15. Jahrhundert wurden zwei neue Stadtviertel ummauert und an den alten Mauerring angeschlossen: Die Brennergassenvorstadt und die Illervorstadt auf der anderen Illerseite.
Deren Mauern erwiesen sich als die schwächsten Teile der Befestigung. Im Dreißigjährigen Krieg hielt die Stadtmauer ihrer einzigen großen Bewährungsprobe nicht stand: Die Kaiserlichen Truppen kamen am 14. Januar 1633 und von der Westseite über die Schwaigwiese. Bei der Rückeroberung durch schwedische Truppen erwiesen sich die Mauern im Bereich des Brennergassentores als zu schwach. Die Stadtmauer umfasste nur die Reichsstadt. Die Siedlung am fürstäbtlichen Kloster war nie in die Anlage integriert und besaß selbst keine Befestigungsanlage.
Nach einer Hochwasserkatastrophe 1670, einem sogenannten Eisgang, wurde die Stadtmauer entlang der Iller und der Mühlinsel weggerissen und musste erneuert werden. Stellenweise verlegte man damals den Mauerverlauf nach innen und erweiterte so den Mühlkanal.
Als die Reichsstadt 1802/03 bayerisch wurde, verfügte der neue Stadtherr den Abbruch der Befestigung, der Mauerteile, Türme und Tore. Die Kemptener protestierten gegen diesen Beschluss, weil umfangreiche Mauerteile in Häuser integriert waren und viele Wehrgangabschnitte wirtschaftlich genutzt wurden, z. B. von Seilern und Färbern. Als weiteres Argument wurde vorgebracht, dass die Stadtmauer entlang des Flusses als Rettungsweg bei Hochwasser diente. Die königliche Verwaltung ließ sich nicht erweichen, so dass 1810 mit dem Abbruch des Klostertores die Zeit einer geschlossenen Stadtbefestigung Kemptens vorüber war. Erst 1876 wurde das eigentlich den Verkehrsfluss am stärksten behindernde Tor, das Iller- oder Metzgertor abgebrochen wurde.
Der neue Stadtherr verkaufte die Mauer in Abschnitten an Bürger mit der Auflage, diese Teile ebenfalls abzubrechen, was aber nicht immer geschah, so dass heute noch längere Abschnitte der mittelalterlichen Mauer erhalten sind.
Von den ursprünglichen Stadtmauertürmen stehen heute nur noch das Pulvertürmchen in der Brennergassenvorstadt, der Turm auf der Burghalde und eine Seitenbastion des Klostertores in einem Innenhof in der Königstraße. Das Ankertörle, ehemals Lochtörle genannt, wurde erst in der Neuzeit zu einem großen Durchgang erweitert.
Die beiden heute das Bild der Kemptener Altstadt prägenden Tortürme an der Burgstraße, das Illertor und das Waisentor, sind historisierende Neubauten der Jahre 1986 und 1990 und stehen nur ungefähr am alten Standort.

### Stadtmauererweiterungen im 15. Jahrhundert

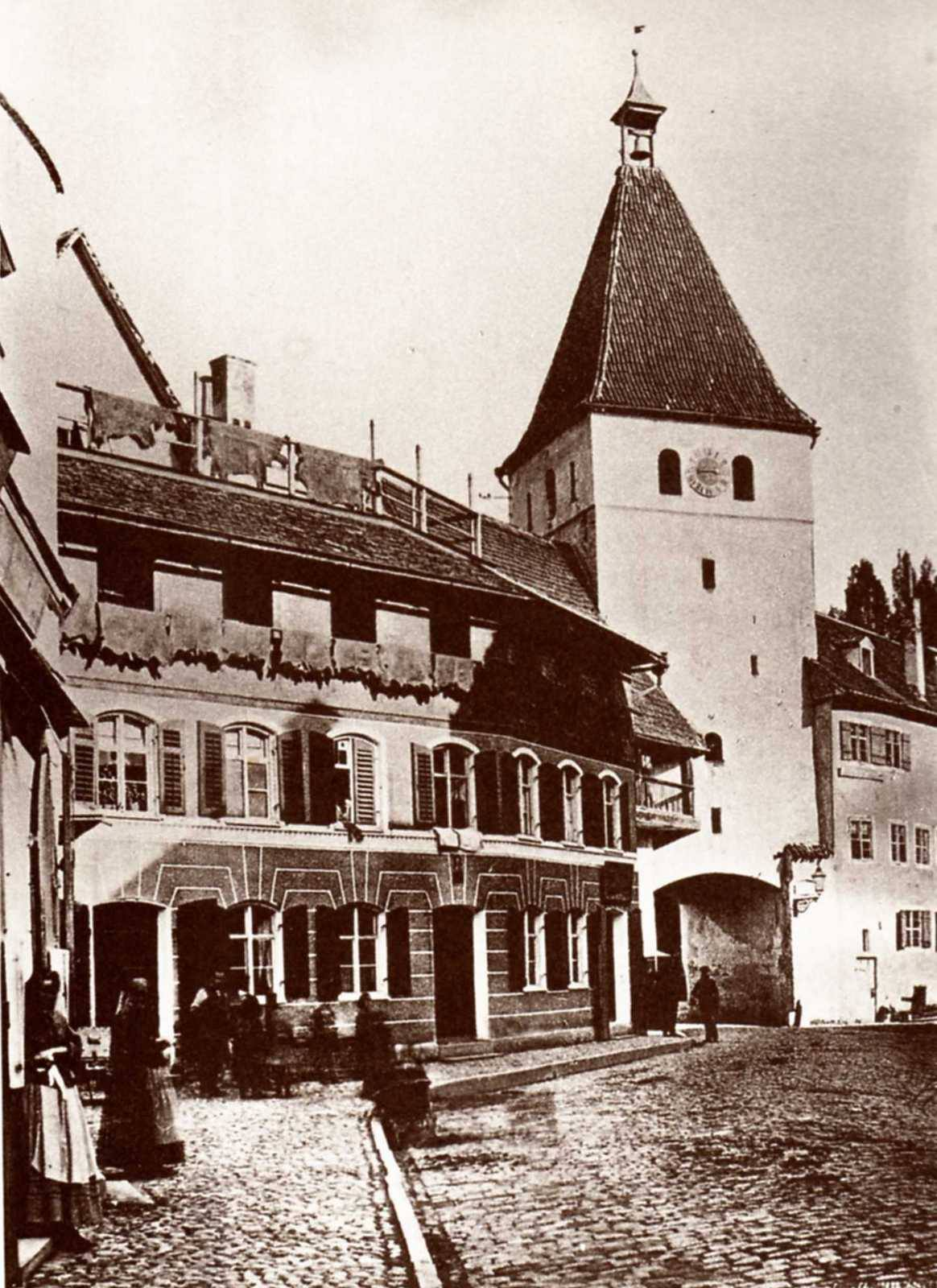
Das Illertor vor dem Abriss im Jahr 1876

Im späten 15. Jahrhundert wurde die Burghalde erstmals in die Stadtbefestigung einbezogen. Damals wurde auch die seit dem späten 14. Jahrhundert neuangelegte Brennergassenvorstadt ummauert und mit einem Stadttor versehen.
Von der Ummauerung der Brennergassenvorstadt ist nur noch das Pulvertürmchen mit der Verbindungsmauer zur Burghalde hoch erhalten.
Auch die Illervorstadt auf der anderen Illerseite wurde erst im 15. Jahrhundert mit einer Mauer und Türmen eingefasst. Das Tor an der Südseite hieß Steinrinnentor; es hatte eine Vorbefestigung, das sog. Rote Tor.
Entlang des Steinrinnenweges sind noch Teile dieser Stadtmauer des 15. Jahrhunderts zu besichtigen. Das im Grundriss quadratische Chapuistürmchen oben auf der Hangkante wurde 1842 mit Steinen der Stadtmauer auf den Fundamenten eines runden Eckturmes errichtet. Die ebenfalls damals neu angelegte Mauer um den Chapuispark folgt auf der Hangkante wohl dem alten Stadtmauerverlauf.
Vor dem Gallorömischen Tempelbezirk im Archäologischen Park Cambodunum (APC) wurde das Fundament eines runden Stadtmauerturmes freigelegt und konserviert, von dem aus die Mauer wieder zur Iller hinunter führte. An der Kaufbeurer Straße erinnert nur noch eine Gedenktafel an der Hangmauer an den ehemaligen Standort des Siechentores, wie dieses Stadttor hieß, weil es in Richtung Siechenhaus an der Keckkapelle zeigte.

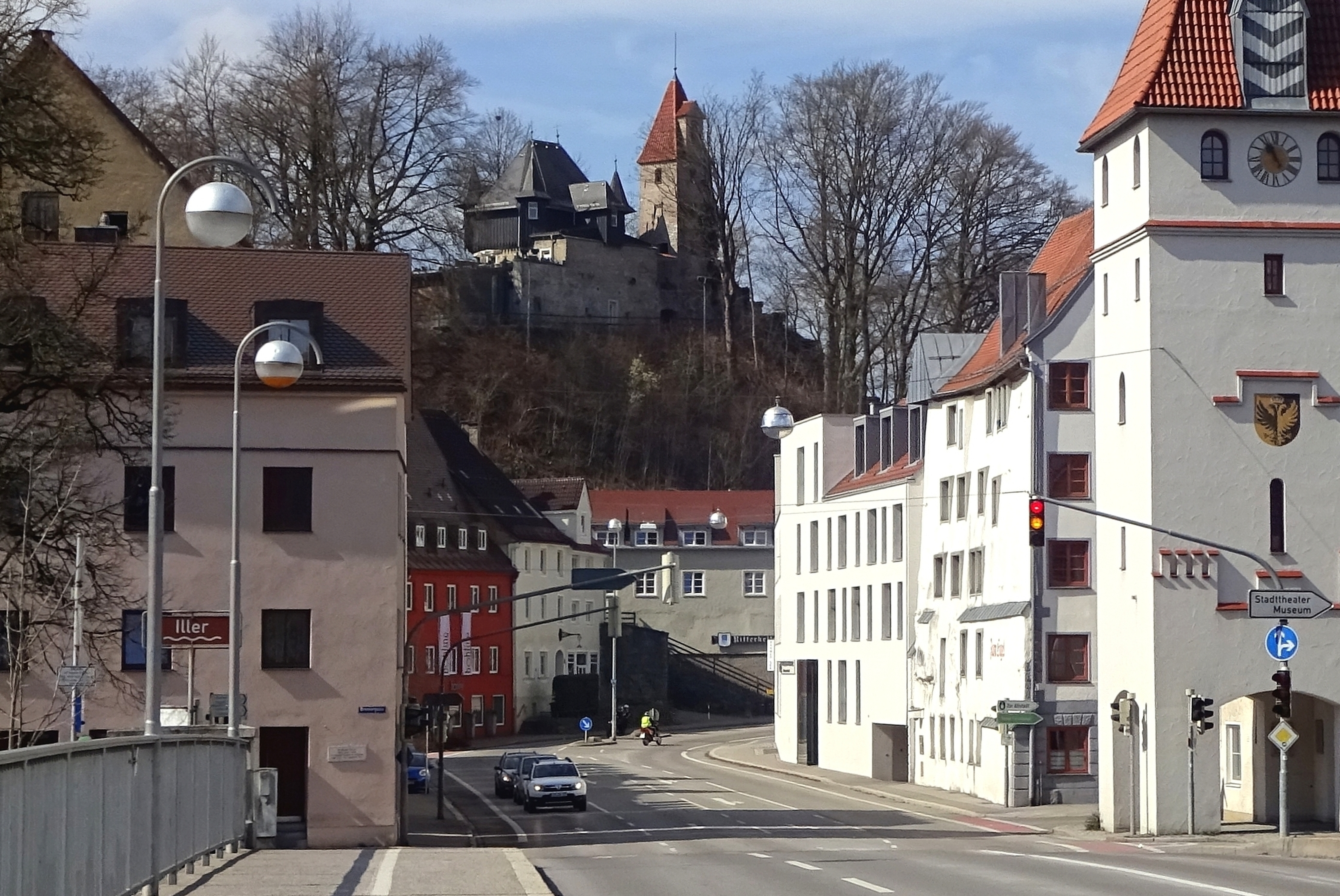
Die Burghalde über der Altstadt

Auf der Burghalde saß im Mittelalter der fürstäbtliche Vogt als Vertreter des Stadtherren. 1363 kam es zum Eklat: Zum jährlichen Martinsessen auf die Burghalde kamen die Bürger 1363 bewaffnet, vertrieben den Fürstabt und seinen Vogt und zerstörten die Burg. Obwohl der Fürstabt den jahrelangen Rechtsstreit vor dem kaiserlichen Gericht gewann und das Recht auf Entschädigung und Wiederaufbau gehabt hätte, verkaufte er 1379 die Ruine und den Burgberg an die Reichsstadt. Mehr als ein Jahrhundert lag das Gelände brach. Erst im Jahr 1488 bezog die Reichsstadt die Burghalde in die Stadtbefestigung mit ein und verband sie mit Traversenmauern mit den Mauerabschnitten unterhalb des Bergs. Im Oktober 2009 wurden Teile der Stadtmauer an der Zwingerstraße saniert und mit einem rekonstruierten Wehrgang als Abschluss versehen.

## Anlage

### Rundgang zu den noch bestehenden Stadtmauerteilen
Von der Illerbrücke nach Süden bildet die Stadtmauer die Fassaden der Gebäude entlang der Brennergasse. Sie knickt rechtwinklig in die Burghaldegasse ab und verläuft in den dortigen Häusern bis zur Webergasse. Innerhalb des Nonnenturms blieb das einzige originale Stücke des Wehrgangs innerhalb eines Gebäudes erhalten. Am offen stehenden Teilstück entlang der Burghaldegasse sind die zwei Bauphasen des Wehrgangs, das ehemalige Zinnenband und die Schießscharten gut erkennbar.
Am Hang unterhalb der Burghalde knickt der Mauerverlauf wieder rechtwinklig nach Norden ab. Die Mauer umrundete den Burghaldehügel entlang der heutigen Burgstraße. Dort ist noch ein nach 1363 errichtetes Teilstück erhalten, in dem Buckelquader von der zerstörten Burghalde vermauert sind. Im heutigen Straßenbereich trafen die Mauerzüge, die im 15. Jahrhundert errichtet worden waren, von der Burghalde herunter auf die alte Stadtmauer.
Entlang der heutigen Burgstraße zog der Mauerverlauf über den Freudenberg hinauf auf die linke Illerhochterrasse. In diesem Bereich blieb nur noch ein Teilstück original erhalten, die anderen sind neu aufgemauert.
Vom Eingang zur Fischerstraße hinter dem Künstlerhaus bis zum Parktheater ist noch ein größeres Teilstück mit der vorgelagerten Zwingermauer vorhanden. Der hölzerne Aufsatz des Wehrgangs stammt aus dem 19. Jahrhundert und diente Färbern zum Trocknen der Stoffbahnen.
Im Bereich des Parktheaters bog die Mauer nach Norden ab. Eingebaut in den Häusern entlang der Linggstraße ist die Stadtmauer noch weitgehend erhalten. Auf der Rückseite in der Zwingerstraße sind Teile noch sichtbar. Unscheinbar in die neue Bebauung integriert hat ein kurzes Teilstück der Stadtmauer im Hofbereich der Häuser an der Königstraße überdauert. Eine Seitenbastion des Klostertores wurde in die Hofbebauung des Gebäudekomplexes an der Ecke Königstraße/Residenzplatz einbezogen. Der mehreckige Halbschalenturm ist einer von drei im Original erhaltenen Stadttürmen; die anderen beiden sind das Pulvertürmle und der Turm auf der Burghalde.
An der Illerstraße, zwischen Mauergässele und Grabengasse, steht ein größeres Mauerstück, dessen Wehrgang erneuert wurde. Dort ist ein kleiner Rest des sog. Heidentürmles noch vorhanden.
Südlich von der Einmündung der Gerberstraße in die Illerstraße sind größere Teilstücke der 1670 erneuerten und hier nach innen verlegten Stadtmauer erhalten, ebenso in der Giebelwand des sogenannten Stadtstadels (heute Fa. Rossberger).
Das längste intakte Teilstück verläuft entlang der Illerstraße von der St. Mang-Kirche bis zum neugebauten Illertor. Hier sind an der rötlichen Verfärbung der Sandsteine die Spuren früherer Brände der außen angebauten Schuppen noch ablesbar.

### Tore
Die Kemptener Stadtmauer hatte neun Tortürme, zwei Durchlässe und mehrere Türme ohne Mauerdurchlass.
Die Mauer in der Brennergassenvorstadt hatte nur ein Tor, das Brennergassentor nahe dem Illerufer.
Die Illervorstadt auf dem rechten Flussufer und besaß fünf Türme und drei Tore: Das im Süden stehende Steinrinnen- oder Hafnertor mit dem Roten Tor als Vorbefestigung und das an der Straße zur Keckkapelle, wo das Siechenhaus stand, gelegene Siechentor.

#### Waisentor

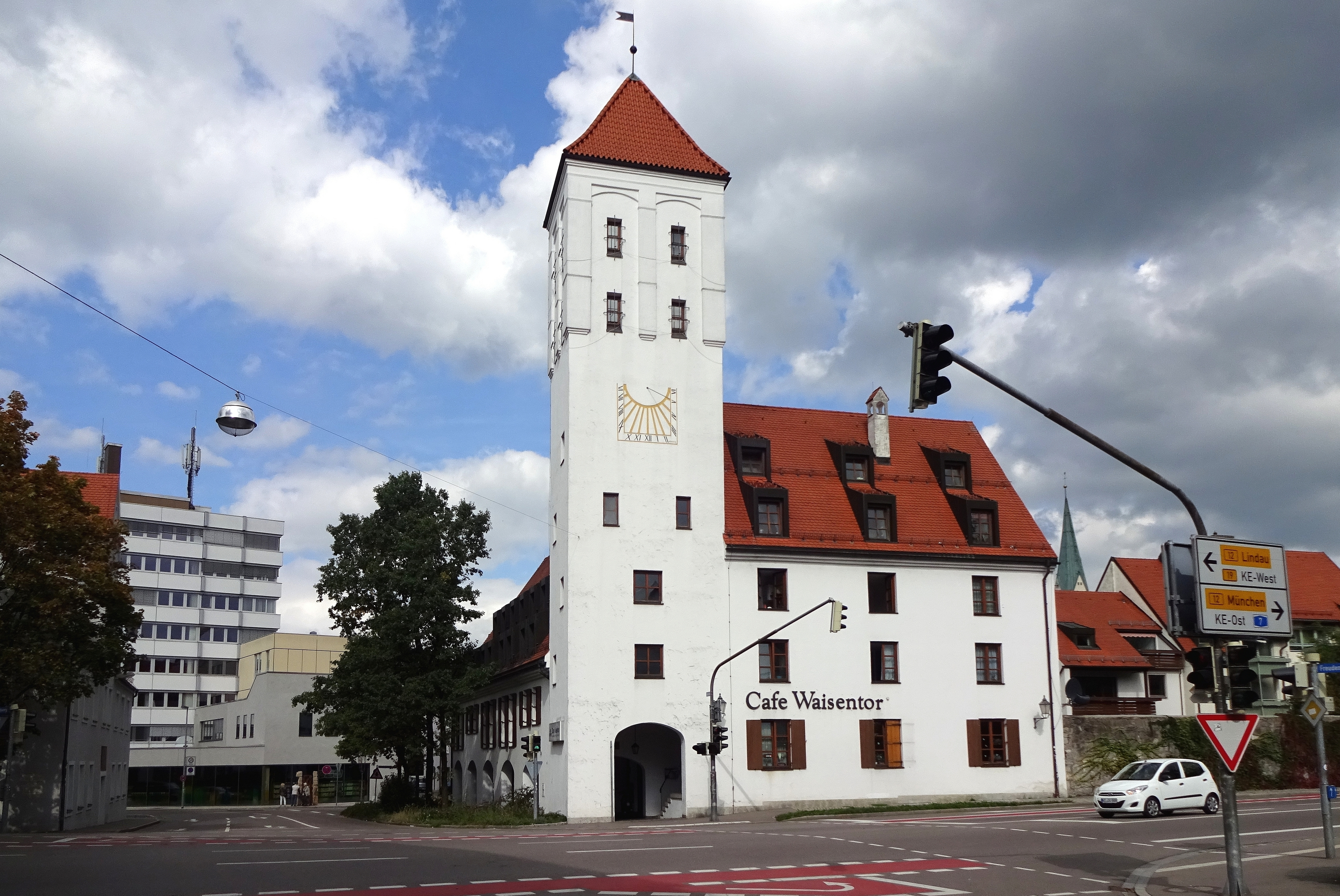
Waisentor Kempten

Das Waisentor hieß ursprünglich Neustätter Tor, weil es als letzter Stadttor auf dem zugeschütteten Illerarm gebaut worden war. Später nannte man es dann auch Totentor, weil es den Zugang zum reichsstädtischen Friedhof bot, der seit 1535 auf einer Hangstufe westlich der Burghalde angelegt worden war. Erst seit dem Bau des Waisenhauses Anfang des 18. Jahrhunderts wurde es als Waisentor bezeichnet.
Das Tor, das außen mit einer Sonnenuhr bemalt war, führte zum protestantischen Friedhof, zum Stadtschießplatz und zur Burghalde. Unter dem Tor befand sich das sog. Katharinenloch für Schwerverbrecher. Das Waisentor wurde im Jahr 1865 abgebrochen. In den Jahren 1986 bis 1988 wurde das Tor aus Stahlbeton nach Osten versetzt wieder errichtet. Seither befindet sich zwischen dem Waisenhaus und dem Tor eine zweispurige Straße.

#### Illertor

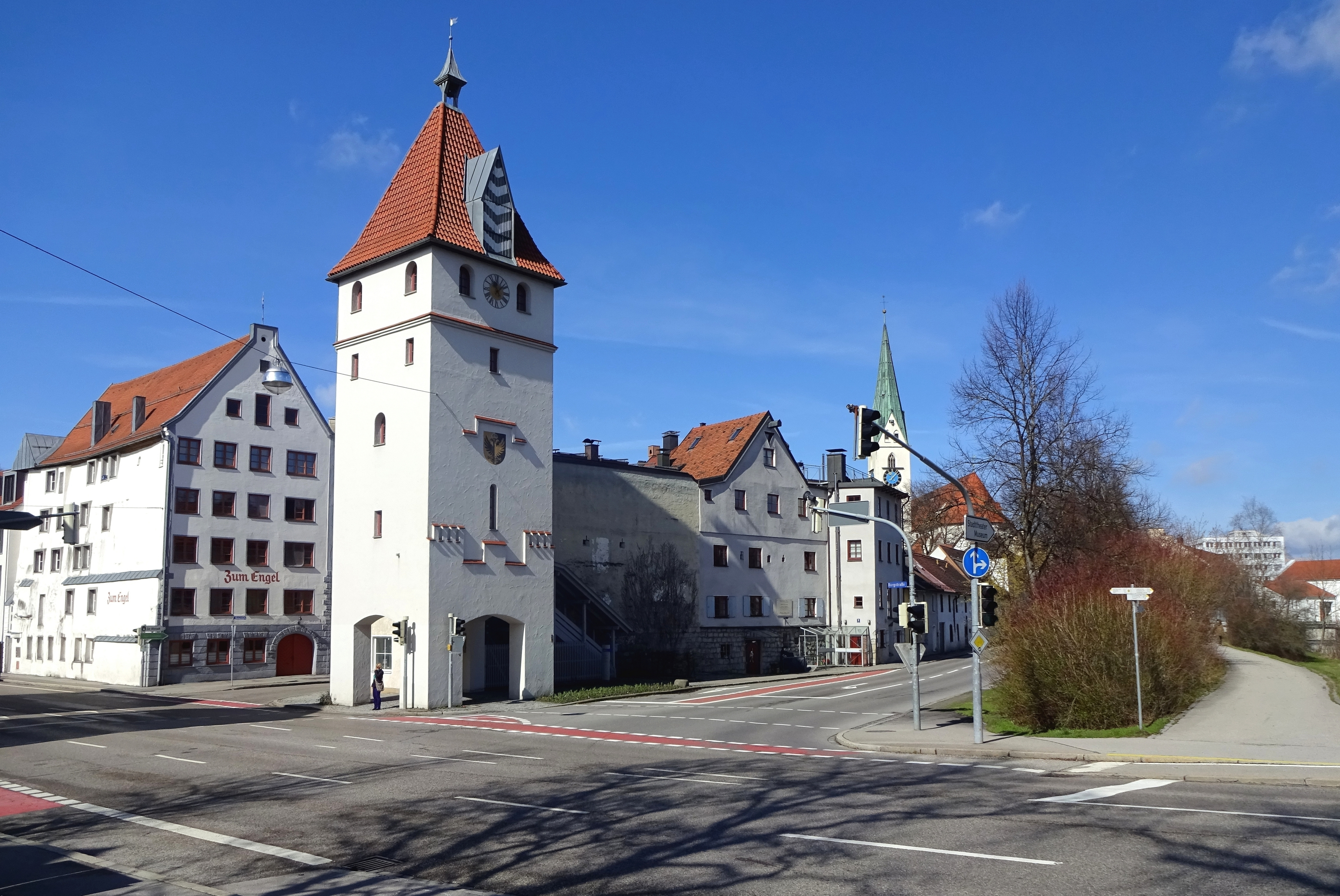
Das rekonstruierte Illertor mit der St.-Mang-Kirche im Hintergrund

Das auch Metzgertor genannte östliche Stadttor lag direkt an der Illerbrücke, welche die Stadt mit der Illervorstadt verband. Am 15. Juli 1543 schritt Kaiser Karl V. durch das Tor, woran später Fresken an den Außenwänden erinnert haben sollen. Um den Zugang von der Brücke in die Stadt zu verbreitern, kaufte die Stadt das Tor für 18.044 Mark, um es im Jahr 1876 abzureißen. Durch eine Bürgerinitiative wurde das Tor 1990 wieder aufgebaut, etwas abgerückt vom alten Standort. Es wird heute als Büroraum genutzt. Den Namen Metzgertor erhielt der Durchgang aufgrund seiner Nähe zur Stadtmetzge.

#### Fischertor
Das Fischertor wurde 1866 abgebrochen. Der Abbruch des Tors erfolgte, um den Zugang von der Fischergasse (heute Fischerstraße) zum neuen Hauptbahnhof zu gewährleisten. Heute erinnert lediglich eine Gedenktafel an den Stadtturm. Auf der Innenseite des Fischertors waren die beiden Stadtwappen und ein Fisch aufgemalt. Das Tor wurde nach den Fischern benannt, die in der angrenzenden Gasse wohnten und in der damals noch unterhalb der Hangstufe vorbeifließenden Iller fischten.

#### Klostertor
Das Klostertor war das am stärksten befestigte Stadttor Kemptens, was neben der militärischen Bedeutung auch repräsentativen Charakter hatte, weil es direkt neben dem Kloster des ehemaligen Stadtherrn stand. Das Kloster bestand aus drei Toranlagen, einem Haupt-, einem Mittel- und einem Vortor. Dazwischen befanden sich Verbindungsmauern, Seitentürme, ein Graben und eine Zugbrücke. Während des Dreißigjährigen Kriegs im Jahr 1633 wurde das Stadttor zerstört und erst 1660 wieder errichtet, allerdings ohne den markanten Hauptturm.
Mehrere Jahre dauerten die 1810 begonnenen Abbrucharbeiten. Auch dabei spielte Symbolik mit: Das Klostertor fiel als erstes Stadttor, weil es ein Zeichen für die Trennung der beiden Städte Kempten war. Mit seinem Abriss sollte die Vereinigung zeichenhaft unterstützt werden. Heute erinnern eine Haustafel und ein Denkmal mit Reliefs der Stadttore am ehemaligen Standort des Tors in der Fußgängerzone an das Objekt (Die Reliefs waren früher an der Treppenanlage in der Klostersteige angebracht und wurden bei deren letzter Umgestaltung entfernt.). Östlich vom Klostertor stand der Malzmühlturm. Zwischen ihm und dem Illertor gab es mehrere kleine Durchgänge zum Fluss.

#### Ankertörle
Das Ankertörle ist der einzige erhaltene Stadtmauerdurchgang aus dem Mittelalter in Kempten, allerdings in der Bauform des 18. Jahrhunderts. Es wurde wegen des ursprünglich kleinen Einlasses auch Lochtörle genannt. Oberhalb des Törchens ist der Wehrgang erhalten.

### Türme

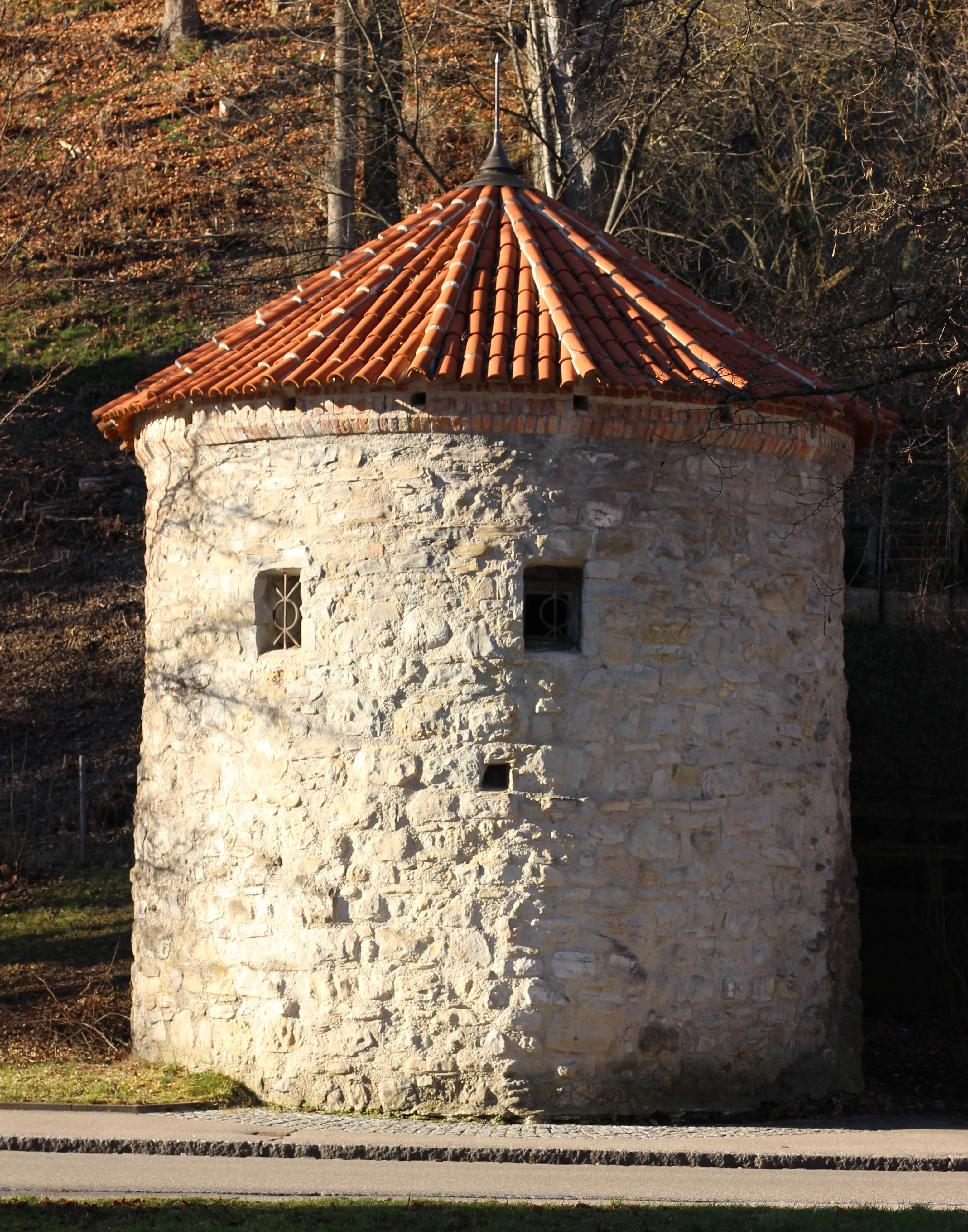
Pulverturm, Teil der Stadtbefestigung der Brennergassenvorstadt in Kempten

Zusätzlich zu den Tortürmen war die Anlage durch weitere Türme befestigt, z. B. der Rieggerturm, der Diebsturm, der Heidenturm, der Malzmühlturm und der noch erhaltene Pulverturm.